# Wolff Károly (festőművész)
Wolff Károly, Wolf (Pankota, 1869. május 3. – Budapest, Ferencváros, 1946. március 17.) festőművész.

## Életútja
Az erdélyi örmény Volf család leszármazottja.  
Wolf Károly és Czink Anna fiaként született. A budapesti Képzőművészeti Akadémia hallgatója volt, később Hollósy Simon magániskolájában tanult Münchenben. Ezután nagybányai festőiskola növendéke volt 1896-ban és 1897-ben. 1898-tól figurális képeket állított ki a Műcsarnok és a Nemzeti Szalon tárlatain 1918-ig. 1913-ban Aradon egyéni kiállítást is nyitott. A két világháború között város legjelentősebb portréfestője volt Balla Frigyes Fülöp mellett. Ferdinánd király és felesége, Mária egész alakos képét is tőle rendelték meg 1923-ban. Számtalan politikus képét festette meg Aradon. Munkái megtalálhatóak a Magyar Nemzeti Galériában. Halálát végelgyengülés, szívizomelfajulás okozta. Felesége Holmayer Margit volt. 